# Істра (футбольний клуб)
«Істра» (рос. Истра) — російський футбольний клуб із однойменного міста у Московській області РФ. У 2008-2012 році виступав у Другому дивізіоні, зона «Захід».

## Історія клубу
Футбольний клуб «Істра» був заснований у 1997 році коли в Істринському районі вирішили відновити клуб, який в радянські часи виступав у любительській першості.
Команда виступала у першості Московської області. Невдовзі тренером команди став колишній нападник московського ЦСКА та алма-атинського «Кайрату» Генадій Штромбергер після чого клуб зайняв перше місце у першості Московської області та став володарем Кубку. Сезон 1998 року команда вже стартувала у першості Росії серед команд ЛФК. Після 1999 року команда стала одним з лідерів цієї першості і жодного разу не опускалась нижче 4 місця.
У 2007 році зайнявши перше місцу серед ЛФК отримала право виступати у другому дивізіоні першості Росії. У сезоні 2012 року ФК «Істра» повернувся у першість Росії серед команд ЛФК де виступає у ІІІ дивізіоні, зоні «Московська область», групі «А»

## Досягнення
З 2008 по 2012 рік клуб виступав у Другому дивізіоні першості Росії.
2008 рік — 15 місце
2009 рік — 4 місце У цьому ж сезоні Станіслав Муригін з показником 13 м'ячів зайняв 9 місце серед бомбардирів першості, а Володимир Свіжук з 12 м'ячами став 12 бомбардиром першості.
Хоча у сезоні 2011-2012 року він зайняв 9 місце, тим не менше команда повернулась у першість серед любительських команд.
З 2008 до 2012 року команда виступала у Кубку Росії. Найвищими досягненнями у кубуку Росії стали сезони 2010-2011 року, коли команда дійшла до 1/32 фіналу де програла Динамо (Санкт-Петербург) 0:0 (3:4 по пенальті). А також у сезоні 2011-2012 років де команда зуміла дійти до 1/16 фіналу де програма клубу Спартак Москва 0:1